# 大霧山
大霧山（おおぎりやま）は、 埼玉県秩父郡皆野町と秩父郡東秩父村の境に位置する標高766.6 mの山。
比企三山（大霧山・笠山・堂平山）の1つで、槻川を挟んで笠山と対峙している。

## 登山
東武東上線小川町駅から白石車庫行のイーグルバスに乗って橋場バス停で降り、粥新田峠への道をたどる。かつて秩父三十四箇所の巡礼者たちが歩いた古道である。他に経塚バス停から旧定峰峠や白石車庫バス停から定峰峠経由で登ることもできる。
または、秩父鉄道親鼻駅か西武秩父線西武秩父駅から西武観光バスで高原牧場入口バス停で降りて、粥新田峠への道をたどることもできる。5月下旬から6月上旬にかけて秩父高原牧場（彩の国ふれあい牧場）では3 ha 1000万本もの赤、白、ピンクのシャーレーポピーが咲き誇り、「天空のポピー」と呼ばれる。
山頂からは秩父地方が一望でき、両神山や上越方面の山々、浅間山も眺めることができる。
なお、粥新田峠は秩父往還三峠（ほかに旧定峰峠、二本木峠）の一つで、坂上田村麻呂が蝦夷征討の際に、この峠でお粥を食べたことから、この名がついたと言われる。

## ギャラリー

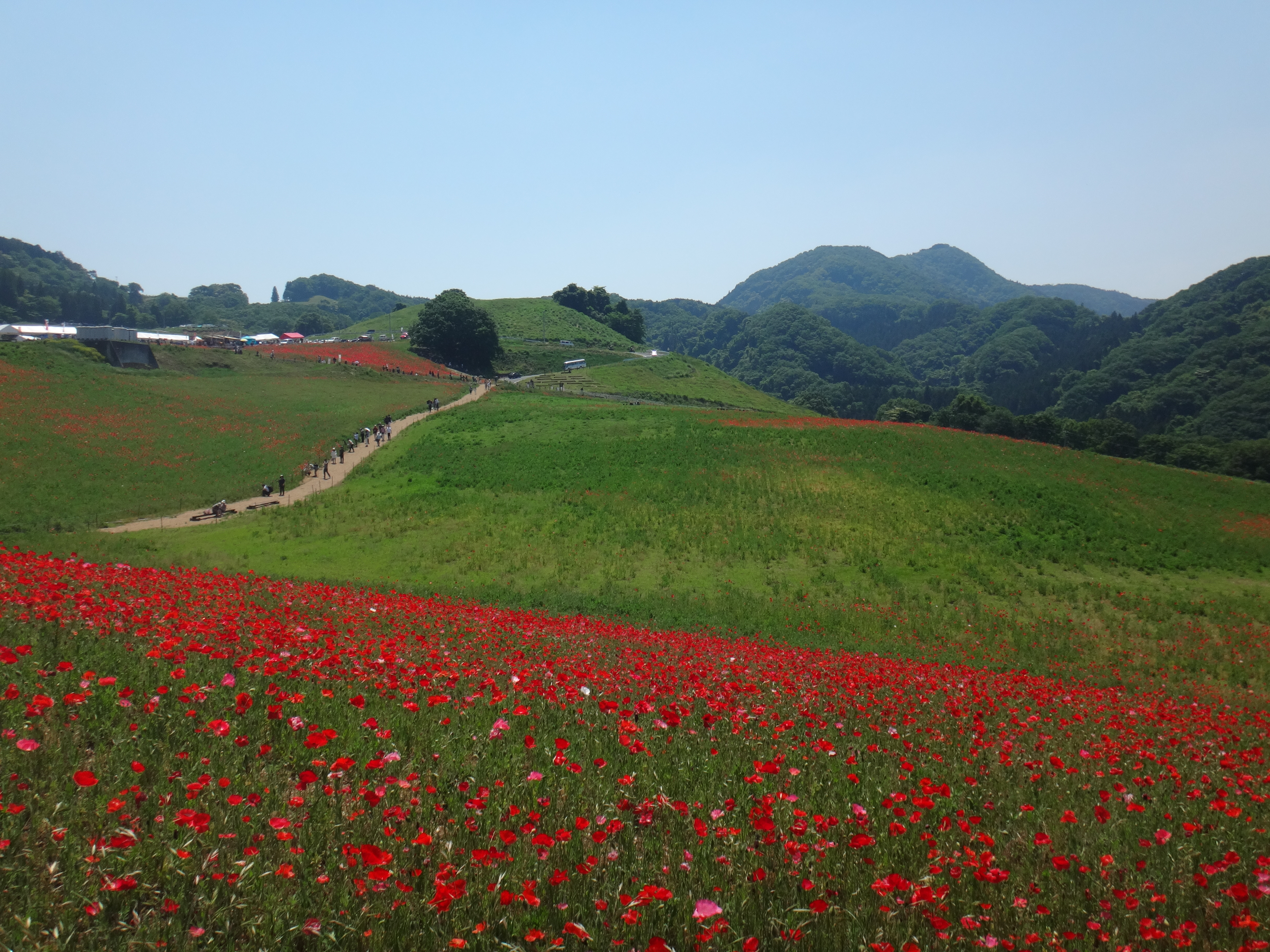
天空のポピーと大霧山
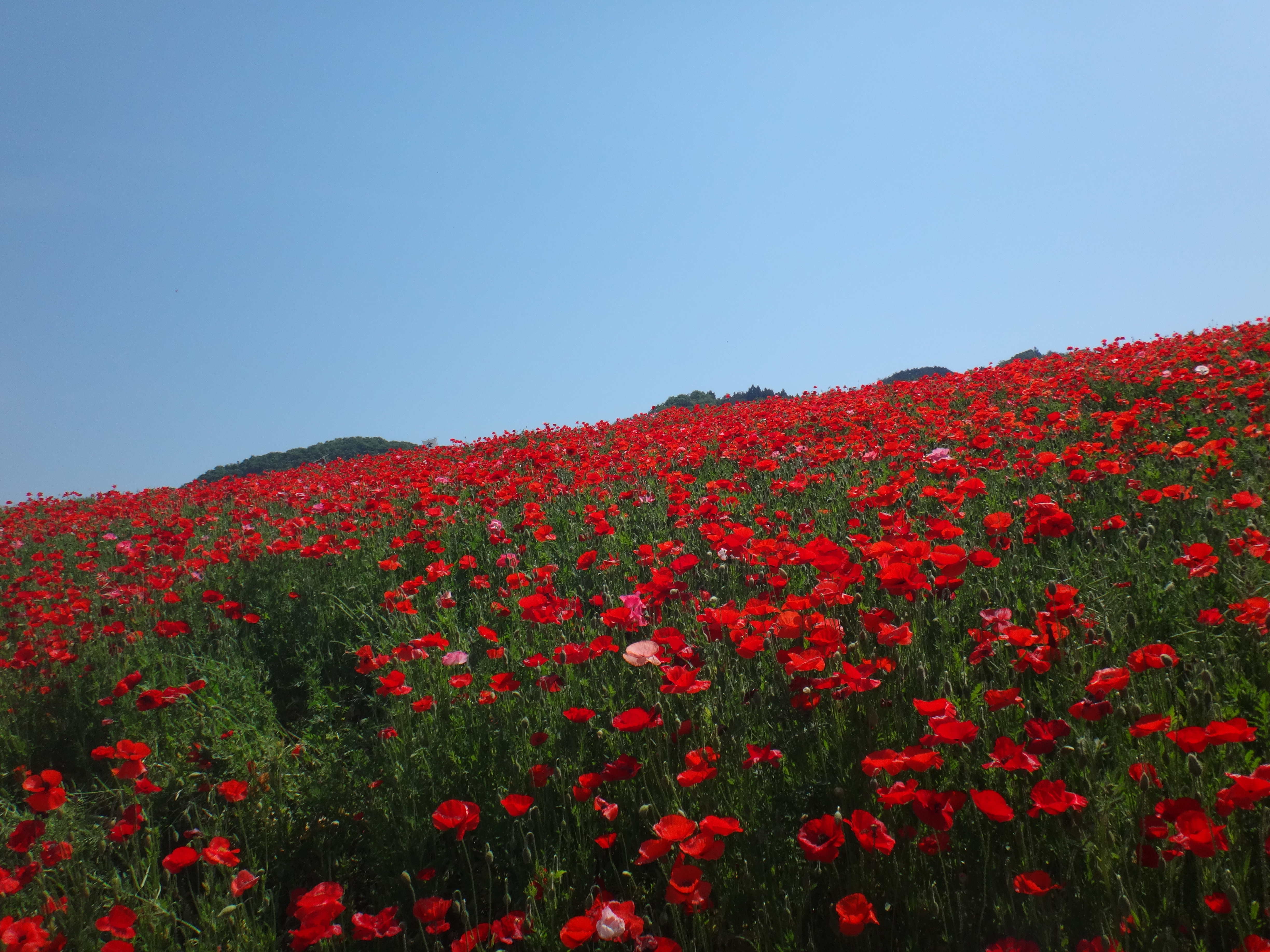
天空のポピー
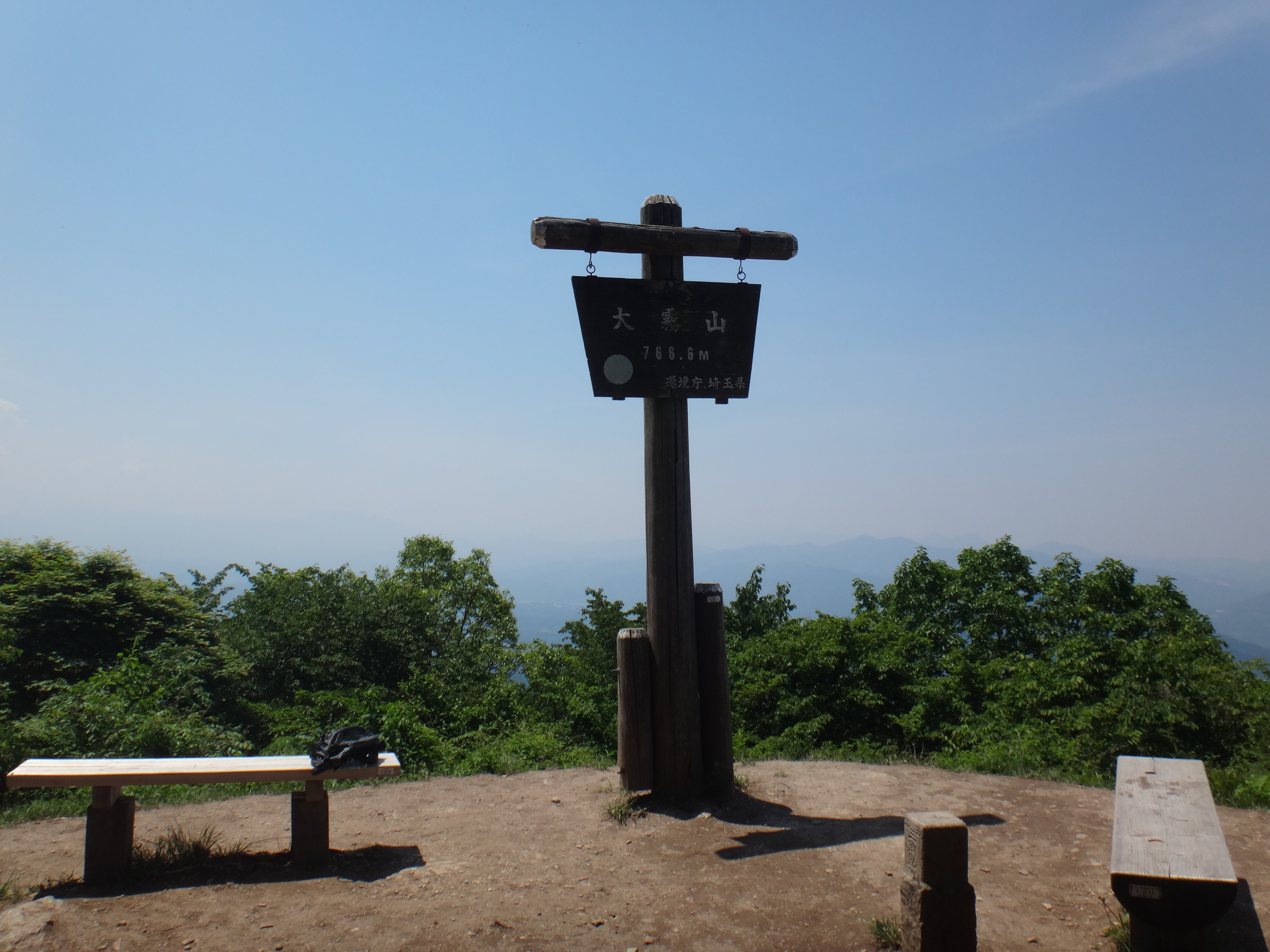
大霧山山頂
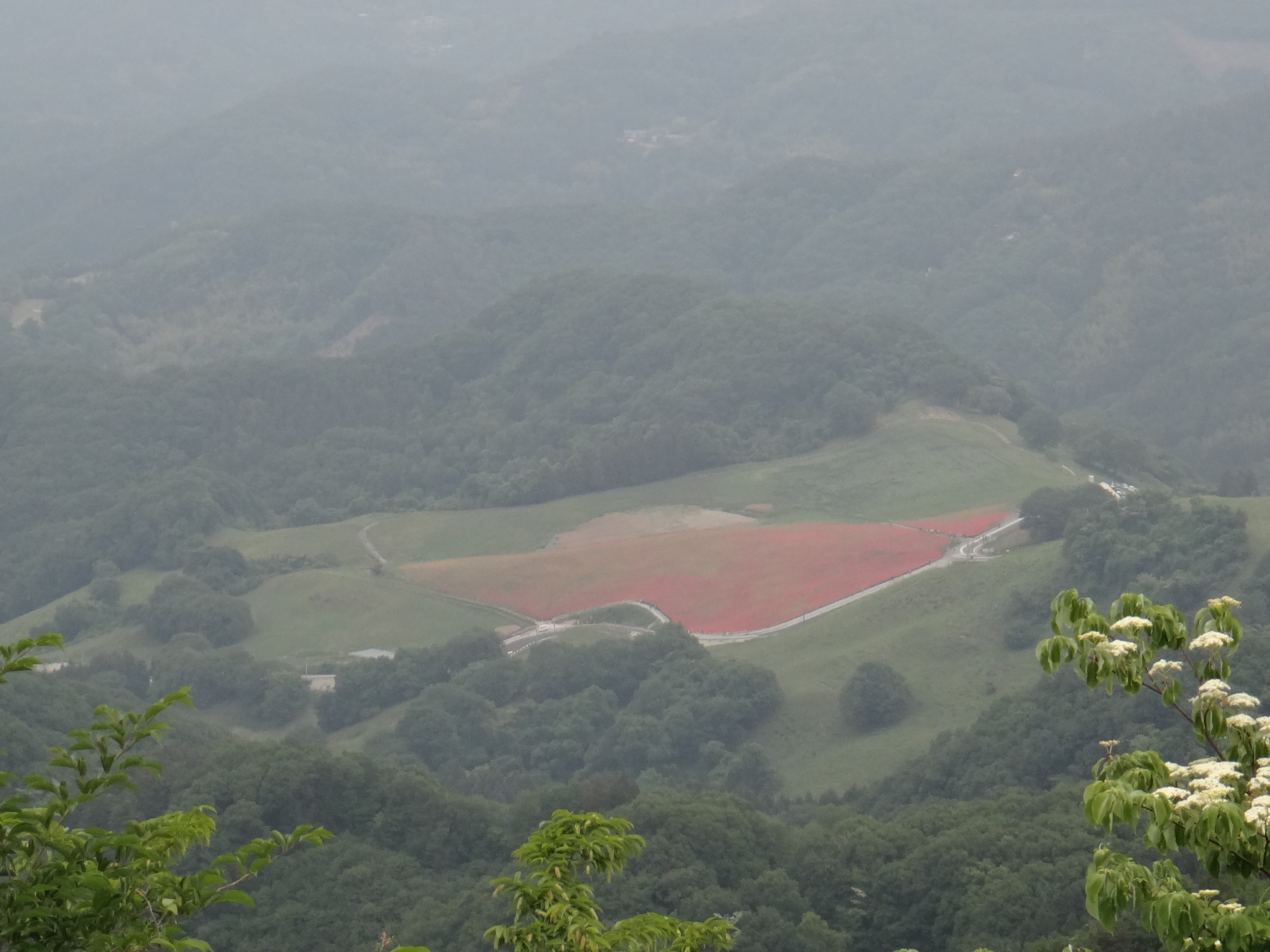
山頂から天空のポピー
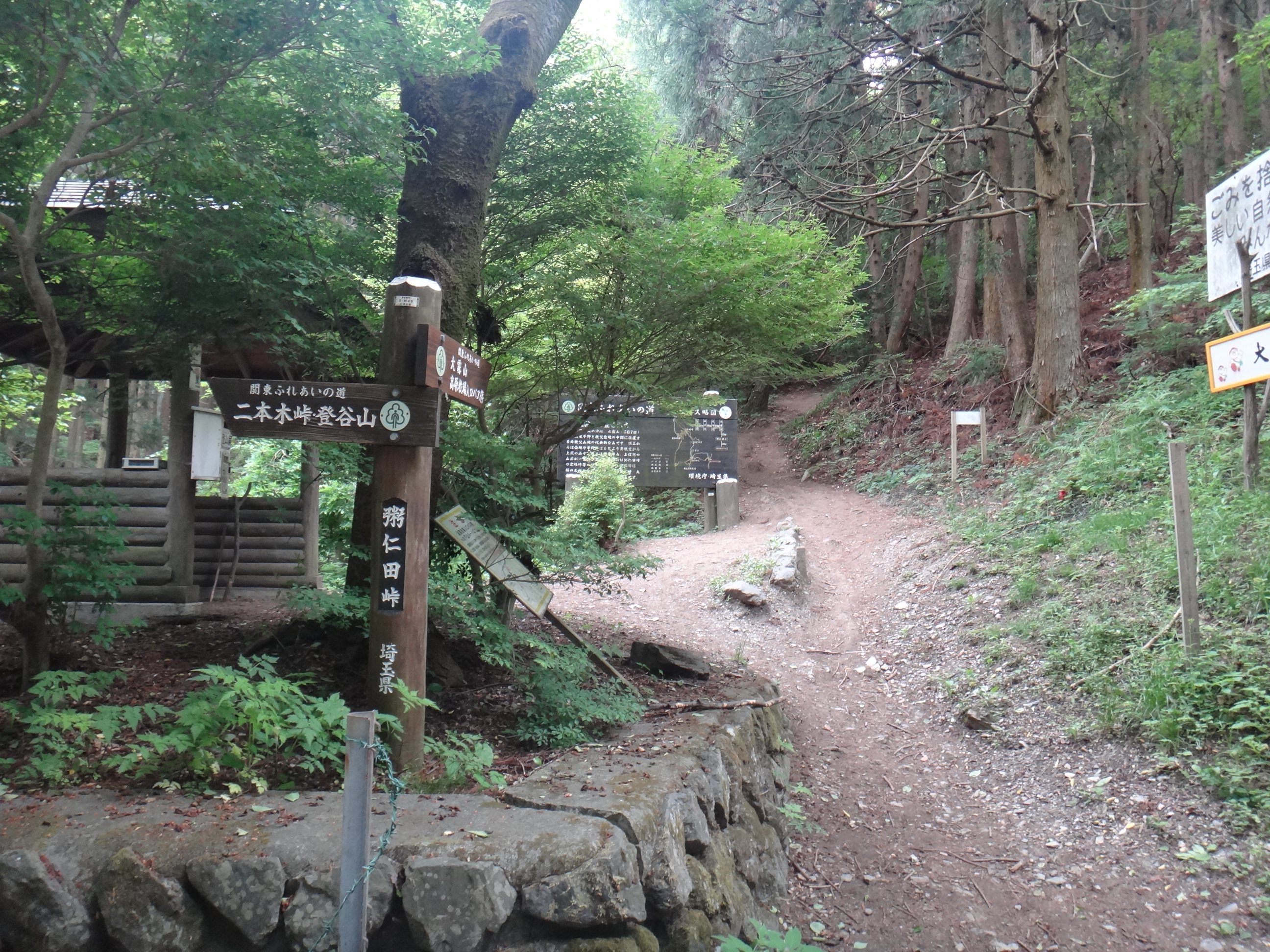
粥新田峠
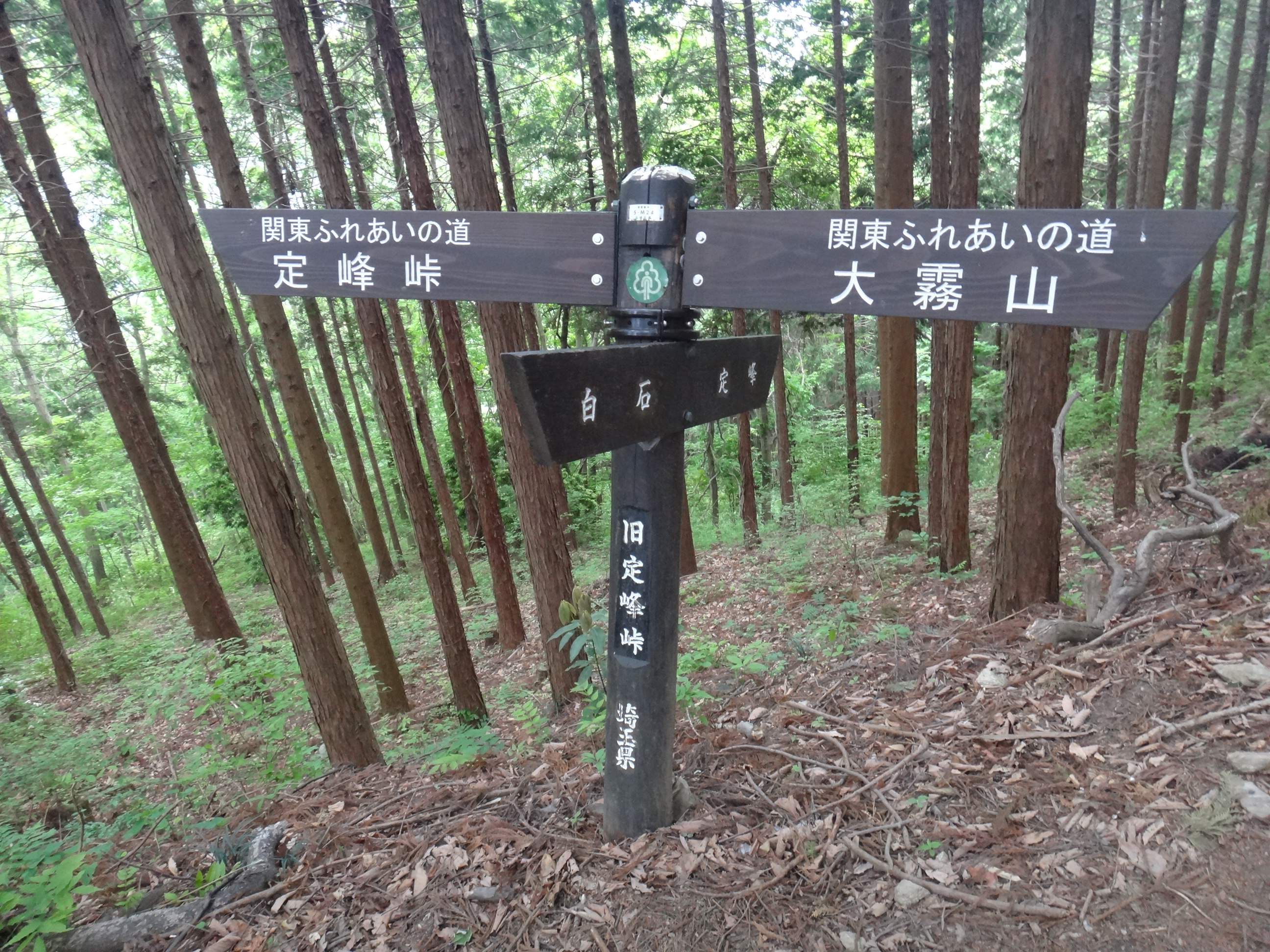
旧定峰峠
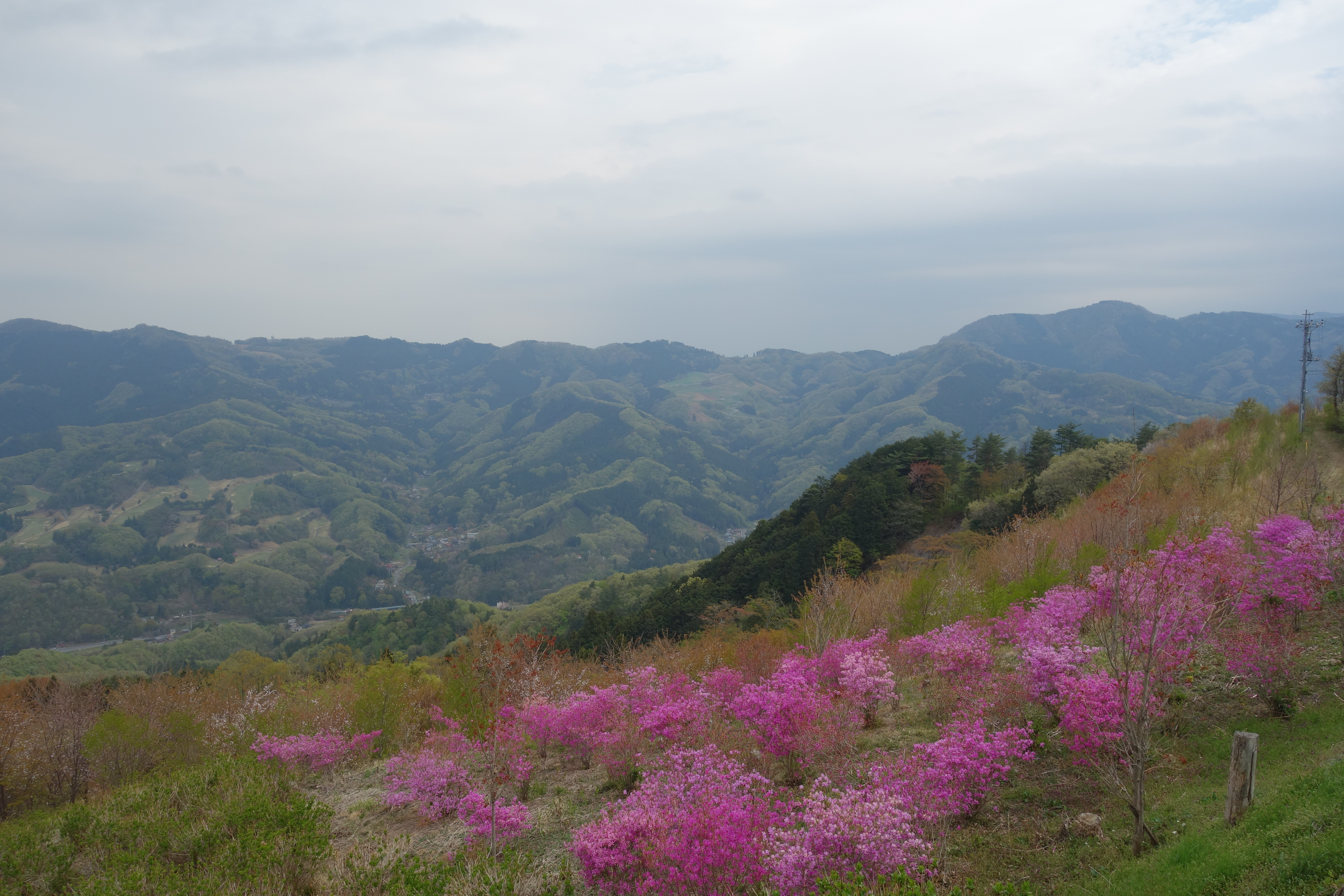
美の山から見た大霧山（右奥）
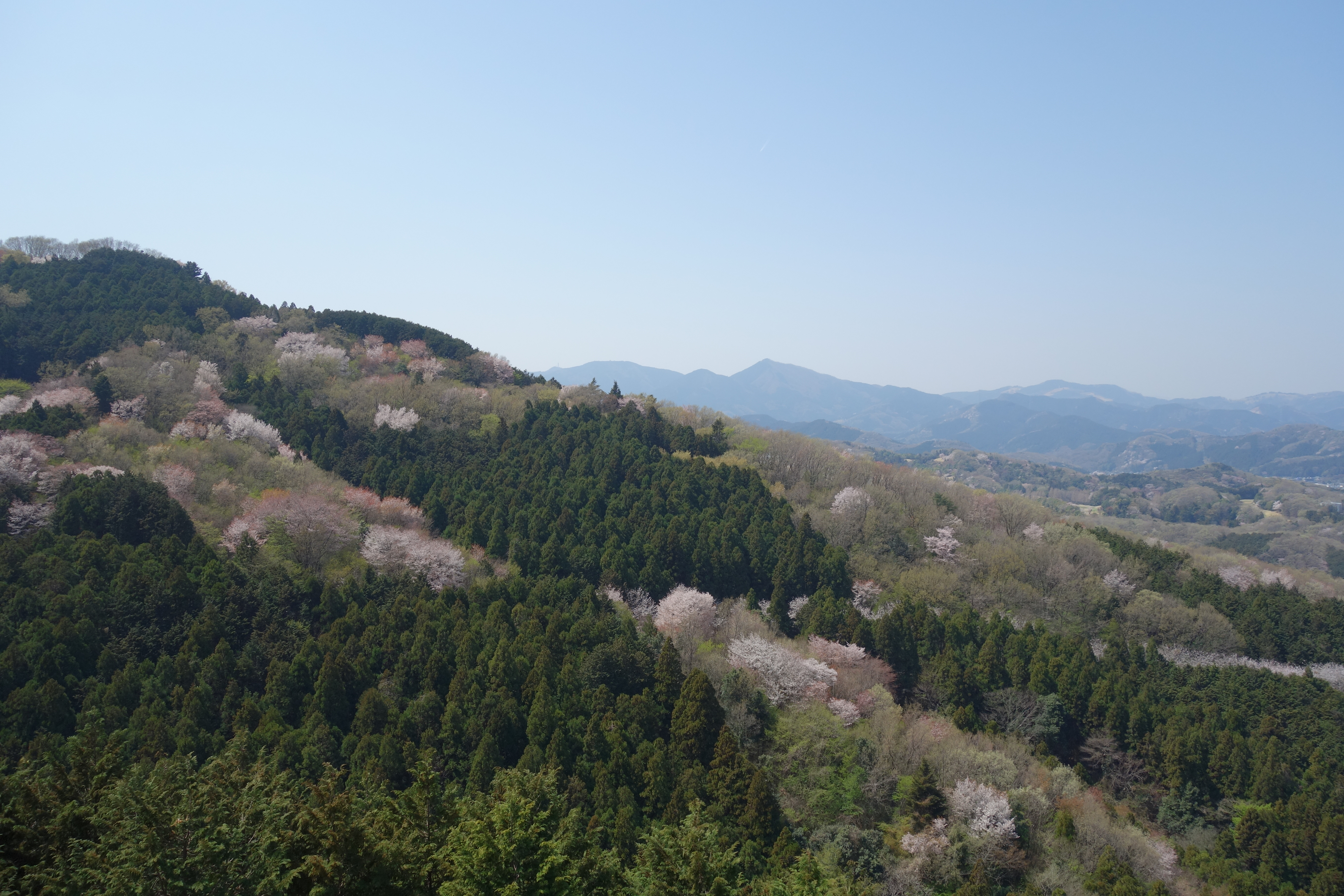
仙元山からの比企三山（奥側）（堂平山・笠山・大霧山）